# Pipo en het Grachtengeheim
Pipo en het Grachtengeheim (1975) is de tiende televisieserie van Pipo de Clown. De serie werd van 4 september 1975 tot 25 september 1975 uitgezonden door de VARA. 

## Rolverdeling
| Personage                 | Acteur/actrice      |
| ------------------------- | ------------------- |
| Pipo de Clown             | Cor Witschge        |
| Mammaloe                  | Marijke Bakker      |
| Baas Atlas                | Ton Vos             |
| Ambtenaar                 | Bap Wijsman         |
| Een moeder                | Carla Brak          |
| Hakkie Buitenbeen         | Broes Hartman       |
| Dries Duiker              | Jan Hundling        |
| Friedolien                | Elsa Lioni          |
| Dikke Deur                | Willy Ruys          |
| TV Hoofd, Heer Schakelaar | Wim de Meijer       |
| Professor Pietzie Kato    | Dick Swidde         |
| Hiep                      | Wim Poncia          |
| Uni                       | Belinda Meuldijk    |
| Puni                      | Brigitte Vloothuis  |
| Muni                      | Marian Lind         |
| Een vrouw                 | Carry Tefsen        |
| Ambtenaar                 | Carol van Herwijnen |

## Afleveringen
| Aflevering | Titel               | Uitzenddatum      |
| ---------- | ------------------- | ----------------- |
| 1          | Helpt elkander      | 4 september 1975  |
| 2          | Het bolle gevaar    | 11 september 1975 |
| 3          | Over de hele wereld | 18 september 1975 |
| 4          | Vijfmaal plons      | 25 september 1975 |

## Trivia
- Pipo en het Grachtengeheim werd op VHS ingekort uitgebracht met een speelduur van 75 minuten als film, de dvd bevat wel de volledige versie van 100 minuten.
- De serie werd van 3 juli 1988 tot en met 24 juli 1988 herhaald wegens 30 jaar Pipo de Clown.
- Naar aanleiding van het overlijden van Cor Witschge werd de aflevering Vijfmaal plons herhaald op 16 maart 1991.